# Suhaj
Suhaj is een stad in Egypte en is de hoofdplaats van het gouvernement Suhaj. Bij de volkstelling van 2006 telde Suhaj 189.695 inwoners. Nabij Suhaj bevindt zich het Witte klooster, een van de oudste kloosters van Egypte.

## Geboren

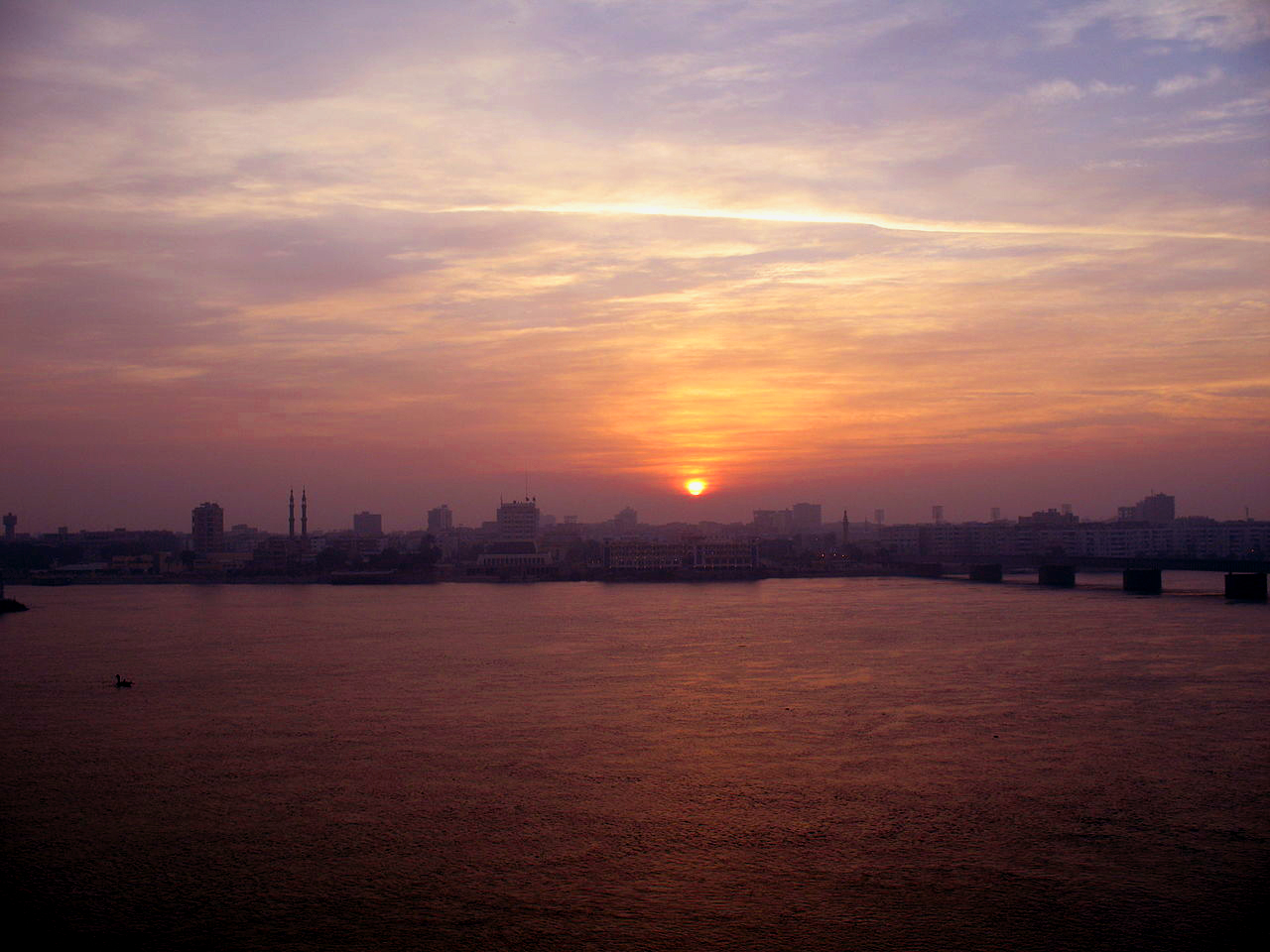
Suhaj

- Samira Ibrahim